# Vasco Mendonça

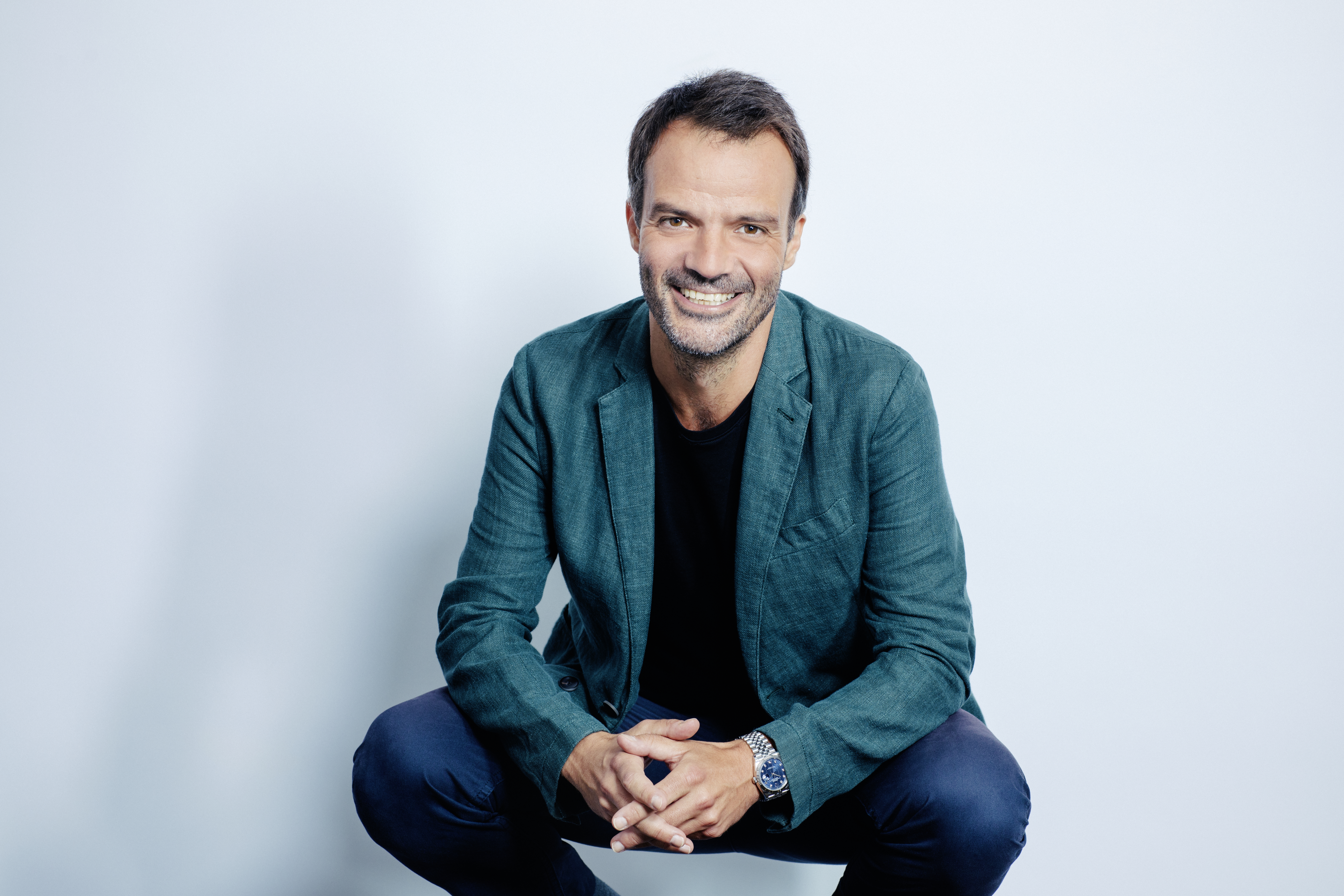
Composer Vasco Mendonça, NYC 2022 (Rolex/Audoin Desforges)

Vasco Mendonça (nasceu em 1977-) É um compositor português.
A música de Vasco Mendonça tem sido executada internacionalmente por grupos como o Asko|Schoenberg Ensemble, Nieuw Ensemble, Axiom Ensemble, Remix Ensemble, International Contemporary Ensemble (ICE), Orquestra Gulbenkian, Orquestra Sinfonica Casa da Música e Drumming GP. 
Mendonça tem tido obras encomendadas e tocadas em importantes festivais como Festival d’Aix-en-Provence, Aldeburgh Music, Verbier Festival, Musica Nova Helsinki, Musica Strasbourg, November Music, Gaudeamus Music Week and Morelia Music Festival; e em salas como a Philharmonie de Paris, Lincoln Center, Het Concertgebouw Amsterdam, La Monnaie, Kaaitheater, Grand Theatre du Luxembourg, Elbphilharmonie, Centro Cultural Del Bosque, National Sawdust, Concertgebouw Brugge, Kölner Philharmonie, de Singel, Mousonturm Frankfurt, Casa da Música e Fundação Gulbenkian.
O seu interesse em compôr para teatro tem levado a colaborações com algumas das mais destacadas companhias europeias de teatro musical, como a Music Theatre Wales, Muziektheater Transparant e LOD Muziektheater, e a trabalhar com encenadores como Katie Mitchell, Michael McCarthy, Kris Verdonck e Luis Miguel Cintra.

A sua música foi gravada pelas editoras NAXOS e Classic Concert Records. Mendonça estudou com Klaas de Vries e George Benjamin; as suas distinções incluem o Prémio Lopes Graça, o Rolex Mentor and Protegé Arts Initiative (com Kaija Saariaho), Jovem Compositor em Residência na Casa da Música, e a representação de Portugal na Tribuna Internacional de Compositores da UNESCO.
1. ↑  Official website
2. ↑  NAXOS website
3. ↑  Rolex Mentor and Protege